# Ted Hawkins (Mandolinist)
Edward Lee „Ted“ Hawkins (* 14. November 1894 in Atlanta, Georgia; † 4. Februar 1985) war ein US-amerikanischer Old-Time-Musiker und Mandolinist. Erkenntnisse über Hawkins' Leben basieren zu einem großen Teil auf Biographien anderer zeitgenössischer Musiker. Hawkins spielte neben der Mandoline auch Banjo und Gitarre.

## Leben
Den Großteil seines Lebens verbrachte Hawkins in seiner Heimatstadt Atlanta, Georgia. Er brachte einigen jüngeren Musikern, wie seinem Freund Puckett sowie dem Musiker Doug Spivey das Gitarre spielen bei, wodurch Hawkins Einfluss auf die Old-Time Music hatte.
Zwischen 1913 und 1935 war Hawkins regelmäßiger Teilnehmer an den Atlanta Fiddler's Conventions und gewann mehrmals Preise im Banjo-Wettbewerb. 1918 war er zusammen mit Clayton McMichen und Lowe Stokes ein Gründungsmitglied der Lick the Skilet Band, die später in den Hometown Boys aufgehen sollte. Mit dieser Band und verschiedenen anderen Musikern war Hawkins ab 1922 oft im Programm des Radiosenders WSB in Atlanta, Georgia, zu hören. In den Hometown Boys spielte auch sein Bruder Boss Hawkins Gitarre. Mit Boss Hawkins (William Haygood Hawkins) und Mike Whitten spielte er auch zusammen in der Hapeville String Band.
Im August 1923, während einer Tour der Hometown Boys, nahm Hawkins an einem Fiddler's Contest in Macon, Georgia, teil und gewann den ersten Preis als „top banjoist“. Die 1920er-Jahre verbrachte Hawkins vor allem damit, Riley Puckett auf Tourneen durch die USA zu begleiten. Da Puckett blind war, musste Hawkins ihn zu seinen Auftritten fahren und war daher oft ebenfalls auf der Bühne und unterstützte Puckett. 1925 hatten die beiden Musiker einen Autounfall, bei dem Hawkins und Puckett schwer verletzt wurden. Hawkins musste insgesamt sechs Monate im Krankenhaus bleiben.
In den 1930er-Jahren hatte Hawkins zusammen mit verschiedenen Bands Engagements bei Radiosendern in Atlanta. Mit den Atlanta Ramblers war er 1931 auf WGST zu hören, 1932 mit den Mountaineers auf WJTL. Mit letzteren spielte Hawkins für Columbia Records zwischen 1930 und 1931 Platten ein. 1934 wurde Hawkins als Mandolinist Mitglied der Stringband Gid Tanner and his Skillet Lickers, die sich aufgrund ihrer Trennung 1931 nun neu formiert hatte und im März 1934 in San Antonio, Texas, ihre letzte Session für Bluebird Records abhielt. Vor allem durch Hawkins erhielten diese Stücke einen Klang, der dem des späteren Bluegrass bereits sehr ähnlich war. Einige von Hawkins' aufgenommenen Platten für Bluebird wurden auch über das Label Regal-Zonophone Records in Großbritannien veröffentlicht.
Wenn er keine Musik spielte, arbeitete Ted als Schreiner und Dachdecker, um Geld für sich selbst und später seine Frau Dossie Harper zu verdienen. Nach 1935 verschwand Hawkins offensichtlich aus der Musikszene. Er starb im Alter von 90 Jahren und wurde auf dem Stadtfriedhof, in Jonesboro, Georgia beerdigt.
Ted Hawkins war einer der ersten Mandolinisten in der Geschichte der Country-Musik und übte Einfluss auf die kommende Generation von Musikern aus, die den Bluegrass entwickeln sollten. Bill Monroe, der Father of Bluegrass, gab Charles K. Wolfe gegenüber in einem Interview jedoch zu, nie eine Platte von Hawkins gehört zu haben. Hawkins wird oftmals als Lehrer in Sachen Gitarre für Riley Pucketts, einem der einflussreichsten und individuellsten Gitarristen der Old-Time Music, in Verbindung gebracht.

## Diskographie
Hawkins wird sowohl mit dem Vornamen Ted als auch Ezra aufgeführt.

### Singles
| Jahr             | Titel                                                         | Anmerkungen                   |
| ---------------- | ------------------------------------------------------------- | ----------------------------- |
| Columbia Records |                                                               |                               |
| 1931             | Roamin' Jack / When The Lillies Bloom Again (In Old Kentucky) | als Ted Hawkins' Mountaineers |
| Bluebird Records |                                                               |                               |
| 1934             | Texas Hop / Raindrop Waltz                                    | mit Riley Puckett             |
| 1934             | Kirnball House / Hop Light Ladies                             | mit Riley Puckett             |
| 1935 (?)         | Tokio Rag / Rainbow Waltz                                     | mit Riley Puckett             |

### Aufnahmedaten
Atlanta, GA, 5. Dezember (oder einen Tag später) 1930

Lowe Stokes (Fiddle), Ted Hawkins (Mandoline), Riley Puckett (Gitarre), restliche Besetzung unbekannt
- Sanford Barnes, Columbia unveröffentlicht
- Mandolin Rag, Columbia unveröffentlicht

Atlanta, GA, 2. November 1931

Unbekannt (Fiddle), Ted Hawkins (Mandoline), Unbekannt (Gitarre), Johnny Tallent (Gesang)
- Roamin' Jack, Columbia 15752-D
- When The Lillies Bloom Again (In Old Kentucky), Columbia 15752-D
- Hawkins Rag, Columbia unveröffentlicht
- Memories of Mother, Columbia unveröffentlicht

San Antonio, TX, 29. bis 30. März 1934

29. März

Ted Hawkins (Mandoline), Riley Puckett (Gitarre)
- Tokio Rag, Bluebird B-5656
- Texas Hop, Bluebird B-5473
- Raindrop Waltz, Bluebird B-5473
- Rainbow Waltz, Bluebird B-5656

30. März

Gid Tanner (Fiddle), Gordon Tanner (Fiddle), Arthur Tanner (Banjo), Ted Hawkins (Mandoline), Riley Puckett (Gitarre)
- Down In The Valley, Bluebird B-5691
- Zelma, Bluebird B-5691
- Kirnball House, Bluebird B-5514
- Hop Light Ladies, Bluebird B-5514